# تاريخ تايوان
يعود تاريخ جزيرة تايوان إلى عشرات الآلاف من السنين حيث أقدم دليل معروف على سكن البشر. يُعتقَد أن الظهور المفاجئ للثقافة القائمة على الزراعة قبل ثلاثة آلاف عام قبل الميلاد، يفسر وجود أسلاف الشعوب الأصلية التايوانية اليوم. استعمر الهولنديون الجزيرة في القرن السابع عشر، وأعقب ذلك تدفق شعب هوكلو، بمن فيهم مهاجرو شعب الهاكا من منطقتي فوكيان وكانتون في البر الصيني الرئيسي عبر مضيق تايوان. لمدة وجيزة، بنى الإسبان مستوطنة صغيرة تعرف باسم فورموزا في الشمال ثم طردهم الهولنديون منها عام 1642.
في عام 1662، هزم كوشينغا، الموالي لسلالة مينغ الحاكمة والذي فقد السيطرة على الصين القارية في عام 1644، الهولنديين وأنشأ قاعدة للعمليات في الجزيرة. هزمت أسرة تشينغ قوات كوشينغا عام 1683، واندمجت أجزاء من تايوان على نحو متزايد في إمبراطورية تشينغ. تنازل تشينغ عن الجزيرة عقب الحرب اليابانية الصينية الأولى عام 1895 إلى إمبراطورية اليابان مقابل مجموعة جزر بسكادورز. أنتجت تايوان الأرز والسكر ليتم تصديرهما إلى إمبراطورية اليابان، وكانت قاعدة للغزو الياباني لجنوب شرق آسيا والمحيط الهادئ خلال الحرب العالمية الثانية. طُبِّق التعليم الإمبراطوري الياباني في تايوان، وحارب العديد من التايوانيين لصالح اليابان خلال الحرب.
بعد نهاية الحرب العالمية الثانية عام 1945، سيطرت الحكومة القومية لجمهورية الصين بقيادة الكومينتانغ على تايوان. في عام 1949، بعد فقدان السيطرة على بر الصين الرئيسي في الحرب الأهلية الصينية، انسحبت حكومة جمهورية الصين الشعبية تحت قيادة الكومينتانغ إلى تايوان وأعلن تشيانغ كاي شيك الأحكام العرفية. حكم حزب الكومينتانغ جزيرة تايوان مع جزر كينمن وووتشيو وجزر ماتسو على الجانب الآخر من مضيق تايوان بنظام الحزب الواحد لمدة أربعين عامًا، وذلك حتى الإصلاحات الديمقراطية في ثمانينيات القرن العشرين التي أدت إلى أول انتخابات رئاسية مباشرة عام 1996. خلال فترة ما بعد الحرب، شهدت تايوان نموًا اقتصاديًا عُرف باسم «معجزة تايوان» وباسم «نمور آسيا الأربعة».

## من عصور ما قبل التاريخ حتى القرن السادس عشر
في أواخر العصر الجليدي، كان مستوى سطح البحر أقل بنحو 140 مترًا عما هو عليه الآن، ما كشف قاع مضيق تايوان الضحل كجسر بري عبرته حيوانات البر الرئيسي. يتكون أقدم دليل على وجود الإنسان في تايوان من ثلاث شظايا جمجمة وسن مولي وجدت في تشوتشي وتانزيلين في منطقة زوتاخن بتاينان، ويقدر عمرها بين عشرين وثلاثين ألف سنة. أقدم القطع الأثرية هي أدوات حصاة متكسرة لحضارة من العصر الحجري القديم وجدت في أربعة كهوف في تشانغبين وتايتونج، يرجع تاريخها إلى ما بين خمسة آلاف إلى 15 ألف سنة، وتشبه ما وُجِد في مواقع الحفريات المعاصرة في فوجيان. عُثِر على نفس الحضارة التي استمرت حتى خمسة آلاف سنة مضت في مواقع في أولانبي في الطرف الجنوبي لتايوان. ارتفعت مستويات سطح البحر في بداية العصر الهولوسيني قبل عشرة آلاف عام، وشكلت مضيق تايوان وعزلت الجزيرة عن البر الرئيسي الآسيوي.
في ديسمبر 2011، عُثِر على هيكل رجل يعرف باسم ليانج داو بالغ من العمر 8000 عام في جزيرة ليانج. اكتُشِف انتماء الحمض النووي للمجموعة هابلوغروب إي من مجموعات الحمض النووي للميتوكوندريا، مع وجود طفرتين من المجموعة إي 1 الفرعية.
كان المدفن الوحيد من العصر الحجري القديم الذي عثر عليه في تايوان في كهف شياوما في جنوب شرق الجزيرة، والذي يعود تاريخه إلى حوالي 4000 قبل الميلاد، لذكر يشبه جنس النيجريتو الذي عُثِر عليه في الفلبين. هناك أيضًا إشارات في النصوص الصينية والمأثورات الشفهية للسكان الأصليين التايوانيين إلى وجود أقزام في الجزيرة في وقت ما من تاريخها.
نحو عام ثلاثة آلاف قبل الميلاد، ظهرت حضارة العصر الحجري الحديث التي تسمى «دابنكنج» فجأة وانتشرت بسرعة حول ساحل الجزيرة. تميزت مواقعها الأثرية بوجود فخار الخزف المحزم، وحبيبات حجرية مصقولة وحبيبات صخر الأردواز. زرع الفلاحون الأرز والدخن، لكن اعتمادهم الأكبر كان على القواقع البحرية والأسماك. يعتقد معظم العلماء أنهم لم يأخذوا ذلك عن حضارة الشانغ بين بل جلبها أسلاف السكان الأصليين التايوانيين المعاصرين عبر المضيق من قبل، إذ كانوا يتحدثون لغات أسترونيزية مبكرة. هاجر بعض هؤلاء الأشخاص في وقت لاحق من تايوان إلى جزر جنوب شرق آسيا ومن ثم عبر المحيط الهادئ والمحيط الهندي. يتحدث سكان مناطق شاسعة من مدغشقر إلى هاواي وجزيرة إيستر ونيوزيلندا بلغات المالايو-البولينيزية، لكنها لا تشكل سوى فرعًا واحدًا من عائلة اللغات الأسترونيزية، وتوجد بقية فروعها في تايوان فقط.
خلفت حضارة دابنكنج مجموعة متنوعة من الحضارات في جميع أنحاء الجزيرة، كحضارات تاهو ويينغبو. ظهر الحديد في بداية الحقبة الزمنية الحالية في حضارات كحضارة نياو سون كان، كانت أقدم القطع مما وُجِد من قطع أثرية معدنية هي السلع التجارية، وبحلول حوالي عام 400 ميلادي أُنتِج الحديد المشغول محليًا باستخدام أفران الحديد الخالصة، وهي تقنية ربما جُلِبت من الفلبين. 
تشير التسجيلات التاريخية الصينية المبكرة إلى زيارات لبعض الجزر الشرقية التي يميزها بعض المؤرخين على أنها جزيرة تايوان. وسُجل إرسال بعثة قوات من مملكة وو الشرقية (إحدى الممالك الثلاث) إلى جزيرة تعرف باسم ييتشو في القرن الثالث الميلادي. يشير كتاب «سوي» -الكتاب الرسمي لتاريخ أسرة سوي الحاكمة- إلى أن الإمبراطور يانغ من أسرة «سوي» أرسل ثلاث بعثات إلى مكان يسمى ليوتشو في أوائل القرن السابع الميلادي. في وقت لاحق، أشار الاسم ليوتشو (تُقرأ حروفه باللغة اليابانية Ryukyu) إلى سلسلة جزر شمال شرق تايوان، ولكن يعتقد بعض العلماء أنه ربما يشير إلى تايوان في عهد «سوي». يسمي الصينيون جزيرة أوكيناوا باسم ليوتشو العظمى وتايوان باسم ليوتشو الصغرى.
خط البحارة البرتغاليون الذين مروا بتايوان عام 1544 على لوح من ألواح السفينة اسم الجزيرة التي سموها إلها فورموزا أي «الجزيرة الجميلة». في عام 1582، قضى الناجون من حطام سفينة برتغالية عشرة أسابيع يحاربون الملاريا والسكان الأصليين قبل العودة إلى ماكاو على متن طوف.

## الحكم الهولندي والإسباني

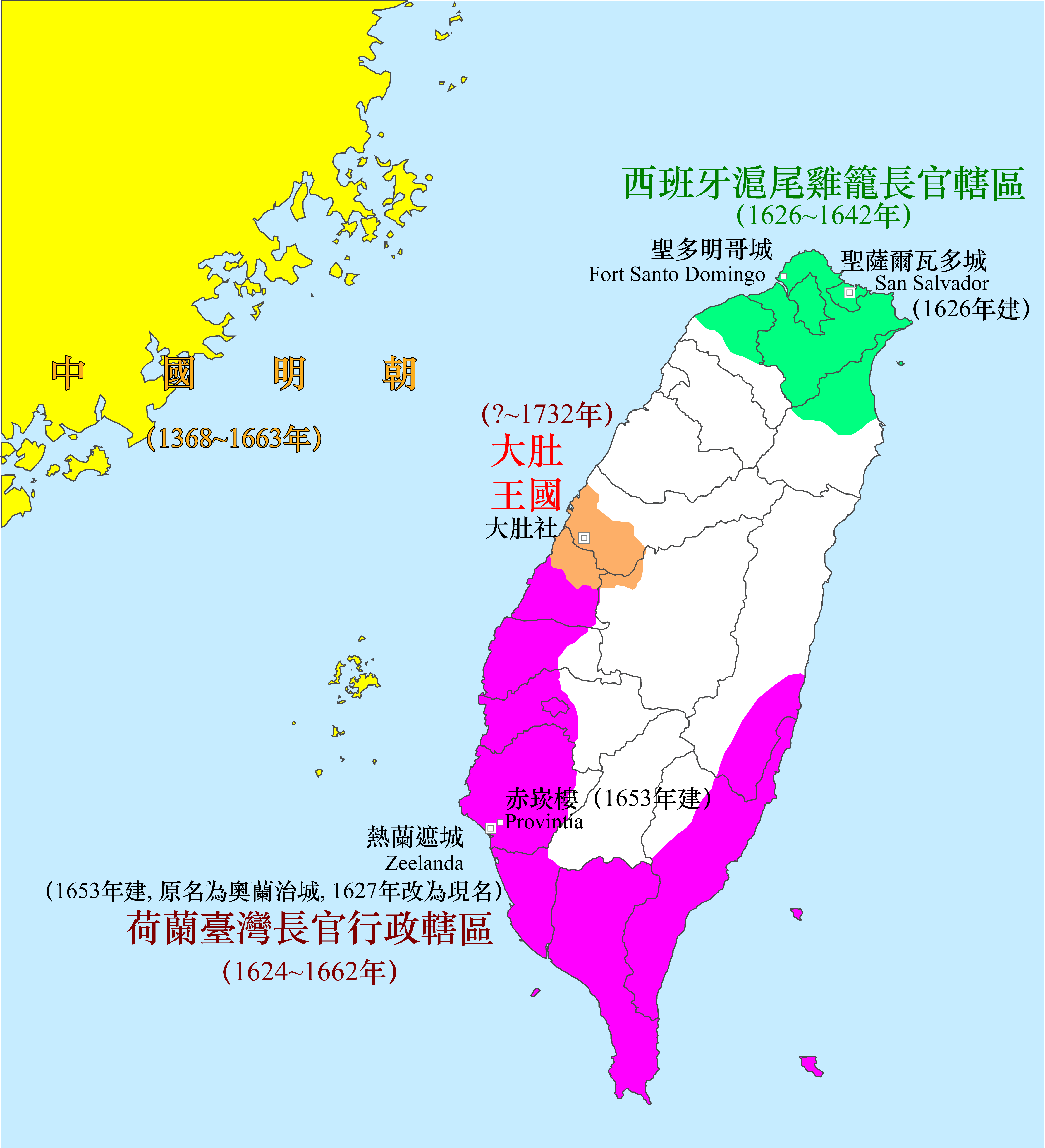
تايوان في القرن السابع عشر وتظهر الأراضي تحت سيطرة الهولنديين (بنفسجي)، والإسبان (أخضر)، ومملكة ميداغ (برتقالي).

بدأ السكان العابرون من صينيي الهان المؤلَّفين من تجار وقراصنة بالهجرة إلى جنوب غرب تايوان في أوائل القرن السابع عشر قبل الحكم الهولندي. وأصبح جنوب غرب تايوان بالفعل موطنًا لهم، بلغ عددهم ما يقارب 1500 قبل 1623 عندما وصل الهولنديون لأول مرة.
جاءت شركة الهند الشرقية الهولندية (في أو سي) إلى المنطقة بحثًا عن قاعدة تجارية وعسكرية آسيوية. هزمهم البرتغاليون في معركة ماكاو عام 1622، وحاولوا احتلال جزر بسكادورز، لكن طردتهم قوات أسرة مينغ الحاكمة، ثم بنوا قلعة زيلانديا في جزيرة تايوان قبالة الساحل الجنوبي الغربي لتايوان. الموقع الآن جزء من الجزيرة الرئيسية في آنبينغ الحديثة، تاينان. قاموا ببناء حصنًا أصغر من الطوب في البر الرئيسي المجاور سُمي «فورت بروفينتيا».
في عام 1626 أنشأت الإمبراطورية الإسبانية -التي نظرت إلى الوجود الهولندي في تايوان كتهديد لمستعمرتها في الفلبين- مستوطنة في سانتيسيما ترينيداد على الساحل الشمالي الشرقي لتايوان، كيلونغ حاليًا، وبنوا حصن سان سلفادور. بنوا أيضًا حصن سانتو دومينغو عام 1629 في الشمال الغربي، تامسوي حاليًا، لكنهم هجروها عام 1638. ابتليت المستعمرة الصغيرة بالأمراض والسكان المحليين المعادين، ولم تتلق إلا أقل الدعم من العاصمة مانيلا. ثم وقع الخلاف بين الحاكم الهولندي بيتر نيتس والياباني حمادة ياهي.
هزم الصيني تشنغ زيلونغ الهولنديين في معركة خليج لياولو عام 1633.
شرع الهولنديون بتحويل تايوان إلى مستعمرة هولندية، فبدؤوا بمعاقبة القرى التي حاولت مناهضتهم بعنف، وتوحيد السكان الأصليين مع الـ في أو سي. كانت أول حملة عقابية ضد قريتي باكلوان وماتاو الواقعتين شمال ساكام بالقرب من تايوان. كانت حملة ماتاو أسهل من المتوقع، وانصاعت القبيلة بعد أن دُمرت قريتهم بالنيران. وشكلت الحملة تهديدًا للقرى الأخرى من تيروسن (تشياي حاليًا) إلى لونكجياو (هينجتشون حاليًا). انتهت الحملة العقابية التي شنّها الهولنديون عام 1636 على جزيرة لاماي ردًا على مقتل الطواقم الغارقة في بيفرويك والأسد الذهبي بعد مرور عشر سنوات من تهجير جميع السكان الأصليين البالغ عددهم 1100 شخص من الجزيرة، بمن فيهم 327 من السكان اللامايين الذين قتلوا خنقًا بعد أن ضخ الهولنديون ومن تحالف معهم من السكان الأصليين من مناطق ساكام وسولانغ وبانغسويا الغاز والأبخرة الخانقة وهم محتجزون داخل كهف. أ في باتافيا (جاوا حاليًا). أُجبر الرجال على العبودية وأصبحت النساء والأطفال خادمات وزوجات للضباط الهولنديين. غيرت الأحداث في لاماي طريقة الحكم الهولندي إلى العمل بشكل أوثق مع السكان الأصليين المتحالفين، على الرغم من استمرار وجود خطط لإبعاد سكان الجزر النائية.
في عام 1642، طرد الهولنديون الإسبان من شمال الجزيرة، ثم سعوا للسيطرة على السهول الغربية الموجودة بين الممتلكات الجديدة وقاعدتهم في تايوان. بعد حملة قصيرة ولكنها مدمرة في عام 1645، تمكن بيتر بون من إخضاع القبائل في هذه المنطقة، بما في ذلك مملكة ميداج الواقعة بتلك السهول.
سيطرت الـ في أو سي على الجزيرة وسكانها الأصليين حتى عام 1622، وأنشأت نظامًا ضريبيًا ومدارس لتعليم كتابة اللغة الأصلية للسكان بالحروف اللاتينية والتبشير بالمسيحية. مع أن سيطرة النظام الهولندي اقتصرت غالبًا على السهل الغربي للجزيرة، لكن اتّبعه أيضًا المحتلون الذين خلفوهم. كان التدفق الأول للمهاجرين من هاكاس وهوكيينس الذين أتوا خلال الفترة الهولندية، إذ سعى الباعة والتجار من ساحل البر الصيني الرئيسي إلى شراء رخص مزاولة الصيد من الهولنديين أو الاختباء في قرى السكان الأصليين هربًا من سلطات كينغ. كان معظم المهاجرين من الشباب العزاب الذين كانوا محبطين من البقاء في الجزيرة التي أشار إليها هان في كثير من الأحيان باسم «بوابة الجحيم» بسبب سمعتها في قتل البحارة والمستكشفين.
سعى الهولنديون إلى استخدام قلعتهم زيلانديا كقاعدة تجارية بين اليابان والصين، وسرعان ما أدركوا الإمكانيات التي تطرحها أعداد الغزلان الهائلة التي تجولت آلافًا في قطعان على طول السهول الغرينية للمناطق الغربية في تايوان. كان هناك طلب كبير على الغزلان من قبل اليابانيين الذين كانوا على استعداد لدفع أسعار باهظة لاستخدام جلودها في صنع دروع الساموراي.
بيعت أجزاء أخرى من الغزلان لتجار قبائل الهان للحومها وللاستخدام الطبي. دفع الهولنديون للسكان الأصليين مقابل الغزلان التي أحضروها إليهم وحاولوا إدارة أسهم الغزلان لمواكبة الطلب عليها. استغل الهولنديون قبائل الهان في زراعة قصب السكر والأرز للتصدير. وصلت بعض منتجات الأرز وقصب السكر إلى أسواق بلاد فارس. بدأت أعداد الغزلان التي كان السكان الأصليون يعتمدون عليها في كسب عيشهم تتناقص، ما أجبر السكان الأصليين على تبني وسائل جديدة للبقاء على قيد الحياة.

## مملكة تونغنينغ
على البر الرئيسي، اقتحمت قوات المانشو ممر شانهاي عام 1644 وانتقل الحكم بسرعة من سلالة مينغ إلى سلالة تشينغ. في عام 1661، وصل أسطول بحري بقيادة كوكسينغا من مينغ الجنوبية إلى تايوان لطرد الهولنديين من زيلانديا وتأسيس قاعدة مؤيدة لمينغ في تايوان. ولد كوكسينغا لزينغ زيلونغ، وهو تاجر صيني وقرصان، وتاغاوا ماتسو، وهي امرأة يابانية، عام 1624 في هيرادو في محافظة ناغاساكي. وقد تربى هناك حتى السابعة ثم انتقل إلى تشوانتشو في مقاطعة فوجيان في الصين. ورث كوكسينغا الشبكات التجارية عن والده، والتي امتدت من ناغازاكي إلى ماكاو. في أعقاب تقدم المانشو على فوجيان، تراجع كوكسينغا عن معقله في أموي (مدينة شيامن) وحاصر تايوان على أمل إنشاء قاعدة إستراتيجية لحراسة قواته لاستعادة قاعدته في أموي. في عام 1662، وبعد حصار دام تسعة أشهر، استولى كوكسينغا على القلعة الهولندية زيلانديا وأصبحت تايوان قاعدته الأساسية.
تحولت قبائل التايوانيون الأصليون التي كانت متحالفة مع الهولنديين في السابق ضد الصينيين أثناء تمرد غو هوايي عام 1652، ضد الهولنديين ذاتهم أثناء حصار فورت زيلانديا وانقسمت إلى القوات الصينية التابعة لكوكسينغا. نظَّم السكان الأصليون انقلابًا من سنكان إلى كوكسينغا بعد أن عرض عليهم العفو الخاص. ثم شرع السكان الأصليون في سنكان في العمل لصالح الشعب الصيني وقطع رأس الهولنديين أثناء تنفيذ حكم الإعدام. استسلم السكان الأصليون على الحدود في الجبال والسهول وانضموا إلى الصينيين في 17 مايو عام 1661، احتفالًا بتحررهم من التعليم الإلزامي فيظلّ الحكم الهولندي من خلال مطاردة الهولنديين وقطع رؤوسهم وإتلاف كتبهم المدرسية المسيحية. توفي كوكسينغا بعد أربعة أشهر من انتهاء الحصار، وثمَّة اعتقادات بأنه مات في نوبة مفاجئة من الجنون عندما رفض ضباطه تنفيذ أوامره بإعدام ابنه تشينغ جينغ. ثمَّة مصادر أخرى أكثر وضوحًا تعزو وفاة كوكسينغا إلى إصابته بالملاريا.
بعد وفاة كوكسينغا، تولى ابنه تشنغ جينغ الحكم، وقاد ما تبقى من القوات الموالية، تقريبًا 7000، لمينغ إلى تايوان. ردًا على غارات تشنغ جينغ وفي محاولة لتجويع القوات في تايوان، أصدر كينغ قرارًا بنقل جميع المدن والموانئ الساحلية الجنوبية التي كانت هدفًا لغارات أسطول تشنغ وبالتالي توفير الإمدادات للمقاومة. وقد كان لهذا التدبير نتائج عكسية إلى حد كبير، في الفترة ما بين عامي 1662 و1664، حدثت ست موجات هجرة رئيسية من هذه المدن الساحلية إلى تايوان، وهو ما حفزته المصاعب الشديدة التي تكبدتها سياسة تشنغ لإعادة التوطين. في خطوة للاستفادة من خطأ تشينغ هذا، شجَّع تشنغ جينغ الهجرة إلى تايوان عن طريق الوعد بالزراعة الحرة للأراضي الشرقية وملكية الفلاحين في مقابل الخدمة العسكرية الإلزامية من قِبَل جميع الذكور في حالة تعرضت الجزيرة لأي خطر أو غزو.

## حكم تشينغ

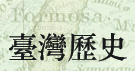
تاريخ تايوان

### تقييد الهجرة الأولي
في عام 1683، في أعقاب اشتباك بحري مع الأدميرال شي لانغ، استسلم أحد أصدقاء كوكسينغا الموثوق بهم، وهو حفيد كوكسينغا زنغ كيشوانغ، إلى سلالة تشينغ.
كان هناك الكثير من الارتباك بشأن ارتباط تايوان بـ «جزيرة الكلاب» و«جزيرة النساء» وما إلى ذلك، التي اعتبرها هان لوتيراتي أنها تقع خارج البحار. كان إمبراطور كانغشي ينظر إلى تايوان على أنها «كرة من الطين تتجاوز شبح الحضارة» ولم تظهر على أي خريطة ضمن النطاق الإمبراطوري. استغرق الأمر عدة سنوات أخرى قبل أن تعترف محكمة تشينغ بتايوان كجزء من مملكة تشينغ. قبل سلالة تشينغ، تم تصور الصين كأرض محاطة بالجبال والأنهار والبحار. كانت فكرة أن تكون الجزيرة جزءًا من الصين غير مفهومة بالنسبة لهان قبل أن يتم توسيع حدود تشينغ في القرن السابع عشر.
على الرغم من نفقات الحملات العسكرية والدبلوماسية التي جلبت تايوان إلى المملكة الإمبراطورية، فإن المشاعر العامة في بكين كانت متناقضة. وقد أعرب إمبراطور كانغشي عن شعوره بأن تايوان «بحجم القرص؛ والاستيلاء عليها ليس مكسبًا؛ وعدم أخذها ليس خسارة». رأى وزراءه أن الجزيرة «كرة من الطين وراء البحر، ولم تضف أي شيء إلى اتساع الصين» ودعوا إلى جمع الصينيين في الصين القارية والتخلي عن الجزيرة بالكامل.
من عام 1683، حكمت سلالة تشينغ جزءًا من الجزيرة كمقاطعة تايوان، ثم في عام 1875، قسمت الجزيرة إلى محافظتين، شمالية وجنوبية، وفي عام 1887، أعلنت الجزيرة كمقاطعة منفصلة بين فوكين وتايوان.
حاولت سلطات تشينغ الحدّ من الهجرة إلى تايوان ومنعت الأسر من السفر إليها لضمان عودة المهاجرين إلى أسرهم ومقابر أجدادهم. استمرت الهجرة غير القانونية، لكن العديد من الرجال كانت لديهم احتمالات قليلة للنجاة في فوجيان، وبالتالي تزوجوا من النساء المحليات، ما أدى إلى ظهور مصطلح «والده من تانغشان». حاولت سلالة تشينغ حماية مطالب السكان الأصليين بالأراضي، لكنهم سعوا أيضَا إلى تحويلهم إلى أشخاص يدفعون الضرائب. وقد مُنع الصينيون والسكان الأصليين الذين يدفعون الضرائب من دخول المنطقة البرية التي تغطي معظم أنحاء الجزيرة خوفًا من إثارة حنق السكان الأصليين الذين لا يدفعون الضرائب وبالتالي التحريض على التمرد. بُنيت الحدود على طول السهل الغربي بإنشاء الحفر وتجميع الأكوام من الأرض، والتي تسمى «أبقار الأرض»، لتثبيط الاستيطان العشوائي.